# Ordre militaire
Les ordres militaires sont des ordres religieux chrétiens. Leurs membres se consacraient à la défense des lieux saints et des pèlerins, ainsi qu'à la restauration des pratiques religieuses conformes aux « Saintes Écritures ». Les plus anciens ordres militaires chrétiens sont les chevaliers de Saint-Pierre, les Templiers, les Hospitaliers de l'ordre de Saint-Jean de Jérusalem, l'ordre de Santiago, l'ordre de Calatrava et les Teutoniques. Apparus au Moyen Âge en lien avec les croisades et les États croisés, tant en Terre sainte que dans la péninsule ibérique, ils sont les prédécesseurs des ordres chevaleresques.
La plupart des membres des ordres militaires étaient des chevaliers laïcs qui prononçaient des vœux religieux, tels que pauvreté, chasteté et obéissance, conformément aux idéaux monastiques. Les ordres possédaient chacun un réseau de lieux de vie, maisons fortes, exploitations agricoles et résidences communautaires appelées commanderies, dispersées dans toute l'Europe. Ces ordres avaient une structure hiérarchique avec, en général, un grand maître à leur sommet.
Nés pour répondre aux impératifs militaires suscités par la lutte contre l'Empire islamique, en Espagne et en Orient, les ordres militaires combinaient modes de vie religieux et militaires. Certains d'entre eux, comme les Hospitaliers, les chevaliers de Saint Thomas et l'ordre des Saints-Maurice-et-Lazare, avaient également des buts caritatifs et s'occupaient des malades et des pauvres. Ces ordres n'étaient pas des institutions purement masculines, puisque des religieuses pouvaient s'attacher aux couvents des ordres et y servir.

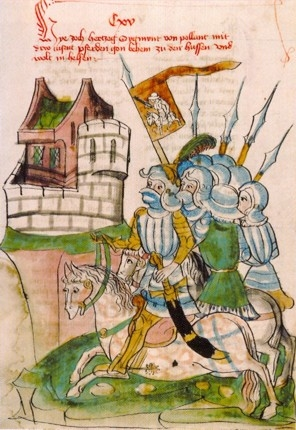
Illuminure d'un livre biélorusse de 1443 consacré aux croisades contre les hussites.

## Contexte historique

### Péninsule Ibérique
Le territoire qui vit la première confrontation fut la péninsule Ibérique. Avec l'invasion musulmane en 711 et la bataille du Guadalete, presque toute la péninsule tombe sous la domination maure en moins de cinq ans. La Reconquista (reconquête) commence en 718 lorsque les musulmans sont défaits à la bataille de Covadonga par Pélage, noble d'origine wisigothe. Seule la frange nord de l'Espagne, correspondant aux actuels Pays basque, Cantabrie, Asturies et Galice, reste sous domination chrétienne, au sein du royaume des Asturies.

### Terre sainte
Les lieux saints de Terre sainte font partie de l'Empire byzantin jusqu'à la conquête du Levant par les Sassanides en 610. L'Empire perse est à son tour vaincu lors de l'expansion du califat arabe et de la naissance de l'Empire islamique, d'abord sous la dynastie omeyyade puis sous le gouvernement abbasside. La domination musulmane fait perdre au christianisme sa position privilégiée au Proche-Orient, mais elle est finalement assez bien vécue par les courants minoritaires du christianisme, implantés localement, Église de l'Orient et Églises orthodoxes orientales. Ces dernières sont assez largement admises à partager les lieux saints avec le clergé grec orthodoxe tout en les laissant accessibles aux pèlerinages. Mais la pression militaire sur l'Empire byzantin et la destruction du Saint-Sépulcre, en 1009, par le calife fatimide du Caire, al-Hakim, engendre un ressentiment progressif dans l'Occident latin. La montée des tensions au sujet de la liberté de circulation, d'accès aux lieux saints, et de pèlerinage, incite les barons chrétiens et les chefs de l'Église latine à mobiliser une vaste expédition armée vers Jérusalem. Cette première croisade fait suite à l'appel de Urbain II, en 1095, pour la reconquête de la Terre sainte et la création des états latins d'Orient.

### Prusse orientale
Les puissances germaniques et scandinaves christianisées se lancent au XIIe siècle dans la conquête des territoires bordant la mer Baltique. Les chrétiens d'Europe occidentale, à l'appel de Célestin III, vont leur venir en aides en lançant en 1193, les croisades baltes permettant la christianisation des peuples païens du Nord-Est de l'Europe et également les habitants originels de la Prusse-Orientale désignés sous le nom de Vieux-Prussiens (ou Borusses).

## Historiographie
La question de l'origine de ces ordres a fait débat : Joseph von Hammer compara dès 1818 les ordres militaires chrétiens (en particulier les Templiers) avec certains modèles islamiques tels que les Assassins chiites. En 1820, José Antonio Conde suggéra qu'ils étaient créés sur le modèle du ribat, une institution religieuse fortifiée qui combinait mode de vie religieux et combat contre les ennemis de l'islam. Aucune de ces opinions, ne sont aujourd'hui retenues, Jean de Joinville, biographe de saint Louis rapporte la visite du Vieux de la Montagne, chef des Nizâriens, à Acre après la création des Templiers, comme d'ailleurs aucun ribat ne soit apparu en Palestine avant la fondation des ordres militaires,.

### Origine des ordres militaires
Il faut peut être rechercher la création des « moines-soldats » dans les chevaliers de Saint-Pierre (milites Sancti Petri), milice créée en 1053 par le pape Léon IX pour lutter contre les Normands d'Italie du Sud, à la bataille de Civitate ou dans la mise en place de l'ordre canonial régulier du Saint-Sépulcre, après la prise de Jérusalem en 1099, par Godefroy de Bouillon. L'Ordre avait pour mission d'aider le patriarche de Jérusalem dans ses diverses tâches. Un certain nombre d'hommes d'armes, issus de la croisade, se mirent alors au service du patriarche afin de protéger le Saint-Sépulcre. Ces hommes chargés d'assurer la protection des biens du Saint-Sépulcre ainsi que de la communauté des chanoines étaient appelés milites Sancti Sepulcri. Ces chevaliers étaient des laïcs n’ayant pas prononcé de vœux religieux, et pas des moines-soldats : à cette époque, il n’existe pas d’ordre militaire du Saint-Sépulcre.

## Ordres militaires en Terre Sainte
La création de l'ordre du Temple, démontre l'utilité de chevaliers dévoués à la sécurité des pèlerins en chemin vers Jérusalem. Les « hostelleries », en même temps, hôpital et auberge, créées par les ordres hospitaliers et installées sur les routes de pèlerinage, vont aussi nécessiter protection. Les ordres hospitaliers les plus importants vont pour beaucoup se transformer à l'image des Templiers en ordre militaire.

### Création de l'ordre du Temple
Depuis la prise de Jérusalem, un semblant de paix existe en Palestine. Des bandes de « grands ou petits chemins », des incursions sarrasines, font régner une insécurité constante. Une grande partie des croisés étaient rentrés au pays après la conquête, il existe bien une soldatesque, mais trop souvent limitée aux villes, les chemins nécessitaient des déplacements en groupe. L'augmentation des dispensaires et leur dispersion étaient un problème pour les pèlerins malades et pour les Hospitaliers.
Suivant Guillaume de Tyr, Hugues de Payns, un baron champenois, faisant très certainement partie des chevaliers du Saint-Sépulcre dès 1115, propose à Baudouin II, roi de Jérusalem, la création d'une communauté des « Pauvres Chevaliers du Christ » pour assurer la sécurité des routes. Lors du concile de Naplouse, en 1120, ces « chevaliers » sont invités à reprendre les armes. La nouvelle confrérie est installée par Baudouin et Gormond de Picquigny, patriarche de Jérusalem, sur l'ancienne mosquée al-Aqsa, dite aussi, temple de Salomon. Ils tiennent de là leur nom de miles Templii, les chevaliers du Temple, les Templiers.
Très vite ces chevaliers, qui prononcent les vœux d'obéissance, de pauvreté et de chasteté, mais qui combattent efficacement les infidèles, posent problème au regard des principes de l'Église ; ces « chevaliers du Christ » sont en état de péché les armes à la main. Hugues fait appel à son parent, l'abbé de Clairvaux, pour intercéder auprès du pape. Bernard de Clairvaux compose son « Éloge de la nouvelle chevalerie », De laude novae militiae dans laquelle il développe l'idée de malicidium, de non homicide en tuant le mal en l'homme et non l'homme. Hugues reprend ces propos dans sa lettre Christi militibus qu'il soumet, en janvier 1129, au concile de Troyes qui approuve le nouvel ordre. Le premier ordre militaire est officiellement créé.

### Ordre de Saint-Jean de Jérusalem
En 1080, le Frère Gérard crée une nouvelle « hostellerie » (hôpital) de Jérusalem. C'est en 1099, que les armées croisées de Godefroy de Bouillon prennent Jérusalem et Gérard se met au service des croisés en soignant avec ses servants tous les blessés. Pour services rendus, Godefroy offre aux « moines noirs » de Gérard le casual (village fortifié) de Hessilia en Palestine et son fief de Montboon en Brabant ainsi que deux fours banaux. Gérard fait alors construire près de l’hostellerie de Jérusalem une église dédiée à saint Jean Baptiste. La reconnaissance officielle de l'Église vient en 1113 par le pape Pascal II qui impose, en plus des vœux de pauvreté, obéissance et chasteté, un quatrième vœu, celui d'hospitalité. Le premier ordre hospitalier est officiellement créé.
Le rôle militaire des Hospitaliers commence réellement en 1137 quand Foulques I, roi de Jérusalem leur cède le castel Bath-Gibelin à l'est de Gaza. Ils construisent en 1140 Margat au nord de Tripoli, ils achètent la même année Belvoir au nord de Naplouse. Puis ils détiennent Sare, Chastel Rouge, Gibelacar, Belmont et font construire à Jérusalem, Saint-Jean-d'Acre, Antioche, et Tortosa. En 1142, Raymond II, comte de Tripoli, leur cède la forteresse d'Homs et surtout le krak des Chevaliers ainsi que toutes les terres perdues à charge pour eux de les reconquérir.
L'Église proteste contre cette militarisation de l'ordre de Saint-Jean et ne voit dans les Hospitaliers, justement, que des hospitaliers. Le concile de Troyes n'a entériné le statut de « moine-soldat » que pour l'ordre du Temple, mais d'aucune façon il n'a été question de l'ordre de Saint-Jean de Jérusalem. La règle de Raymond du Puy vers 1130, ni celle de Roger de Moulins en 1182, ne font état d'un quelconque statut de chevalier. Mais après la bataille de Hattin, en 1187, l'Église reconnaît en eux le meilleur rempart de la chrétienté comme Saladin a reconnu en eux ses pires ennemis. Le statut de « moine-soldat » n'est confirmé, qu'en 1205 dans la forteresse de Margat, lors du chapitre général de l'ordre qui se tient sous le magistère d'Alphonse de Portugal.

### Ordre Teutonique
Frédéric Barberousse, venu, lors de la troisième croisade, à la tête d'une forte armée de chevaliers germaniques, se noie en Turquie en traversant le Saleph (aujourd'hui le Göksu) le 10 juin 1190. Si ses troupes se dispersent immédiatement après sa mort en rentrant en Europe beaucoup restent sous les ordres du fils de Frédéric, Frédéric de Souabe. Ils rejoignent Antioche où le prince Bohémond III d’Antioche tente de les entraîner dans une opération sur Alep, mais finalement ils préfèrent rejoindre les croisés français et anglais à Saint-Jean-d'Acre. Après le retour en France de Philippe Auguste, la prise de Chypre par Richard Cœur de Lion et le traité de paix de ce dernier avec Saladin le 2 septembre 1192, les chevaliers germaniques qui restent en Terre sainte se regroupent avec des hospitaliers chevaliers germaniques pour former l’ordre Teutonique.
Lors de cette 3e croisade durant le siège de Saint-Jean-d'Acre, des bourgeois de Brême et de Lübeck soucieux d'assurer la sécurité et les soins des pèlerins, formèrent une communauté hospitalière sous tutelle teutonne (i.e. Allemande) et prirent le nom, de « maison de l'hôpital des Allemands de Sainte Marie de Jérusalem» : Domus Hospitalis Sancte Marie Theutonicorum Hierosolomitani (l'hôpital de campagne, fut transféré à Acre dès sa prise : le 13 juillet 1191. La dénomination « de Jérusalem » fait écho au premier hôpital allemand (construit à Jérusalem), à une date peut être antérieure à 1118). Cette communauté hospitalière a été fondée en 1190, puis militarisée en 1198, en tant que confrérie chevaleresque à la protection des pèlerins en Terre Sainte : « La majorité des croisés arriva à Acre peu avant la mort d'Henri VI (empereur du Saint Empire Romain Germanique), en septembre 1197. Leur retour, après une expédition qui rencontra peu de succès, s'organisa à partir de février 1198. C'est entre ces deux dates que l'hôpital des Allemands devint un ordre militaire, transformation confirmée le 19 février 1199 par le pape Innocent III. »

### Autres ordres militaires

#### Ordre de Saint-Lazare de Jérusalem
Avant les croisades, il existait à Jérusalem, en dehors des murailles de la ville sainte, un hôpital pour lépreux, placé sous l’invocation de saint Lazare. Dépendant des patriarches grecs-melkites de Jérusalem, il était desservi par des moines arméniens soumis à la règle de saint Basile. Après la prise de Jérusalem en 1099, les croisés atteints par la lèpre vinrent naturellement se faire soigner à l’hôpital Saint-Lazare, beaucoup restèrent au sein de la communauté monastique et prononcèrent leurs vœux. Après l'adoption de la règle de saint Augustin, l’ordre de Saint-Lazare de Jérusalem fut confirmé comme ordre hospitalier par le pape Alexandre IV en 1255.
Il est établi que les chevaliers lépreux de l'ordre de Saint-Lazare ont participé à des actions militaires comme la prise de Saint-Jean d’Acre en 1191, la bataille de Mansourah en 1250 et ils participèrent aux côtés des autres ordres militaires à la défense de la dernière citadelle des chrétiens en Orient lors du siège de Saint-Jean d’Acre en 1291. Il n'est pas certain que l'Ordre ait été reconnu par Rome comme un ordre militaire.

#### Ordre de Saint-Thomas d'Acre
Après la prise de Saint-Jean-d'Acre en 1191, William, aumônier du doyen de Saint-Paul de Londres, forma un petit ordre religieux dédié à saint Thomas Becket, composé de chanoines qui prononçaient les vœux de pauvreté, chasteté et obéissance, et se consacraient au soin des pauvres et des malades, particulièrement parmi les pèlerins anglais.
Réformé dans les années 1220 par l’évêque de Westminster, Pierre des Roches, il devint un ordre religieux-militaire sur le modèle des chevaliers Teutoniques, dont il adopta la règle. Après la chute d’Acre, en 1291, l'ordre de Saint-Thomas se replia à Chypre.
Au début du XIVe siècle un schisme divisa l'ordre quant au maintien du rôle militaire de l'ordre. Replié à Londres après les années 1360, l’ordre y abandonna la règle teutonique pour celle de saint Augustin et se consacra aux soins des malades et à l'enseignement. Il fut finalement dissous par le roi Henri VIII au début du XVIe siècle et ses biens furent acquis par la confrérie des merciers de Londres.

## Ordres militaires de laReconquista
- Ordre de Calatrava
- Ordre de Santiago
- Ordre d'Alcántara
- Ordre de Sant'Iago de l'Épée
- Ordre d'Aviz
- Ordre de Saint-Jean (en Castille et au Portugal)
- Ordre de Montesa (anciennes possessions du Temple en Aragon)
- Ordre du Christ (anciennes possessions du Temple au Portugal)

Territoires des ordres militaires ibériques au XV :
Ordre de Calatrava
Ordre de Santiago
Ordre d'Alcántara
Ordre de Sant'Iago de l'Épée
Ordre d'Aviz
Ordre de Montesa (anciennes possessions du Temple en Aragon)
Ordre du Christ (anciennes possessions du Temple au Portugal)
Résidence du Grand Maître

La péninsule Ibérique fut le siège de la plus longue guerre sainte puisqu'elle durera près de huit cents ans. Elle apportera dans al-Andalus aux ordres militaires espagnols une renommée encore plus grande que celle des Templiers ou des Hospitaliers. À partir de 1031, le califat omeyyade de Cordoue, se scinde en taïfas permettant aux chrétiens de reprendre l'initiative militaire avec la conquête de Tolède en 1085. C'est pendant cette période que les Templiers et les Hospitaliers s'installent en Espagne en y fondant de nombreuses commanderies. En 1134, à la mort de Alphonse Ier d'Aragon, celui-ci cède son royaume aux Templiers, aux Hospitaliers et aux ordre canonial régulier du Saint-Sépulcre. Pour protéger Tolède des raids en provenance de Courdoue à travers les hautes plaines la séparant de la Sierra Morena, l'empereur Alphonse VII s'empare, en 1147, de la citadelle de Qualat Rawaah (château guerrier), à 130 km au sud de sa capitale, sur les marécage du Guadiana. Il charge les Templiers de la défense de cet avant-poste, mais ceux-ci, doutant de pouvoir le conserver face à des rumeurs d'expédition, l'évacuent en 1157. Il faut donc très certainement rechercher l'origine de ordres militaires de la Reconquista, non dans les Templiers, mais dans les hermangildas, groupes de paysans, inspirés des ribats, qui s'engagent par serment à protéger les chrétiens. Il est possible qu'ils prononçaient des vœux de célibat au moins temporaires.

### Ordre de Calatrava
Après l'abandon de Qualat Rawaah, Sanche III de Castille confie en 1158, par l'intermédiaire d'un noble commun de leur connaissance, Diego Vélasquez, la forteresse de Calatrava (Qualat Rawaah) et les terres environnantes à Ramón Sierra, abbé du monastère navarrais cistercien de Santa Maria de Fitero. Avec l'aide de Vélasquez, Sierra transfère toute sa congrégation à Calatrava. Il y est rejoint très certainement par des hermangildas que Vélaquez organise en chevaliers réguliers en les dotant de la règle bénédictine de Cîteaux. En 1164, à la mort de Ramón Sierra, les moines se donnent un nouvel abbé et les chevaliers de Calatrava un nouveau maître en la personne de don García. Celui-ci jure de respecter la règle cistercienne et demande à Cîteaux de reconnaître ses frères. Cîteaux accueille la congrégation en véritables frères, et non en confrères, heureux de les reconnaître « non soldats du monde, mais soldats de Dieu ». C'est la même année, en 1164, que le pape Alexandre III reconnaît l'ordre de Calatrava comme ordre religieux militaire.

### Ordre de Santiago
Au milieu du XIIe siècle, les pèlerins en route vers Saint-Jacques-de-Compostelle sont régulièrement attaqués par des brigands. C'est alors qu'un hermangildas, organisé en confrérie de Cáceres, propose aux chanoines de Saint-Éloi du León de protéger les pèlerins. Ces chevaliers de Cáceres reçoivent, vers 1164, la ville d'Uclès, à la frontière de la Castille, au sud du Guadiana, pour en assurer la défense contre les Maures.
Les chevaliers de Cáceres reçoivent en 1171, du légat du pape, le cardinal Jacinto, une règle fondée sur celle de saint Augustin. Le pape Alexandre III reconnaît an 1175 les chevaliers de Cáceres comme ordre religieux sous le nom d'ordre de Saint-Jacques-de-l'Épée. Cet ordre en accueillant des chevaliers mariés, non comme confrères, mais comme frères à part entière, marque ainsi sa différence ; il est alors connu comme un ordre militaire sous le nom d'ordre de Santiago (ordre de Saint-Jacques).

### Ordre de Montesa
Lors de la suppression de l'ordre du Temple, les biens de ceux-ci doivent être dévolus à l'ordre de Saint-Jean de Jérusalem, mais Jacques II d'Aragon ne veut pas d'un renforcement d'un ordre souverain qu'il ne pourrait pas contrôler. Il refuse donc la réunion des biens des Templiers de ses états à ceux des Hospitaliers, il souhaitait les joindre à ceux de l'ordre de Calatrava. Une longue négociation s'engage avec le pape Jean XXII et qui se termine par une bulle datée du 10 juin 1317 qui entérine la création d'un ordre de Montesa. Jacques a finalement obtenu que les biens des Templiers et les biens des Hospitaliers sur le territoire de Valence soit attribués à un ordre national sous la responsabilité du roi et non du pape. Jacques attribue le château et le territoire de Montesa à l'ordre pour en faire son couvent. En échange, il concède la dévolution des biens des Templiers aux Hospitaliers sur les territoires d'Aragon et de Catalogne. L'ordre n'est effectif que le 22 juillet 1319 après des manœuvres de retardement de l'ordre de Calatrava. Le premier grand-maître de l'Ordre est Guillem d'Erill, Hospitalier catalan, nommé par le pape.

### Ordre du Christ
Le pape a attribué les biens des Templiers, après leur disparition, aux Hospitaliers, mais Denis Ier, de la même façon qu'en Espagne, et pour les mêmes raisons d'affirmation du pouvoir royal, refuse au pape la réunion des biens du Temple à ceux des Hospitaliers. Dès 1318, les anciens Templiers ne sont certainement plus admis dans les nouvelles congrégations. Après d'encore plus longues négociations, mais sans compensation, il obtient de Jean XXII une bulle Ad ea ex quibus du 14 mars 1319, permettant la création de l'ordre du Christ. Il était prescrit dans cette bulle que le grand-maître devait, avant sa prise de fonction, rendre hommage au roi et lui prêter serment. Ce qu'aucun grand-maître n'oubliera de faire, faisant de l'ordre du Christ le plus fidèle soutien du pouvoir royal. Le premier grand-maître est Gil Martinez, un chevalier de l'ordre d'Aviz et le couvent est établi, non pas à Tomar, siège des anciens templiers, mais à Castro Marim, en Algarve.
Sous la direction de Henri le Navigateur, troisième fils de Jean Ier et clavero (grand-maître ou plutôt gouverneur) de l'ordre du Christ, celui-ci va partir à la conquête des Nouveaux Mondes, en 1425, les îles de Madère et des Canaries, en 1445 les Açores, sont conquises par les chevaliers du Christ, puis ce sont les côtes d'Afrique et Lagos, les îles du Cap-Vert, qui vont faire sa richesse en même temps que celle du Portugal.

## Ordres militaires de Prusse Orientale
Les ordres militaires se sont particulièrement développés dans le contexte des croisades baltes, lancés dès 1193 par le pape Célestin III  contre les peuples baltes, païens de Prusse, Livonie et Lituanie, afin de les christianiser et de les coloniser.
Les invasions durent jusqu’au début du XIVe siècle, puis, se détournent de leur but originel et s'achèvent par la territorialisation des ordres militaires avec notamment l’État monastique des chevaliers Teutoniques. Celui-ci décline au XVe siècle et se sécularisé au XVIe siècle pour donner naissance aux duché de Prusse et de Courlande.

### Chevaliers Porte-Glaive
Appelé aussi ordre des Chevaliers du Christ de Livonie, créé vers 1202 par Albert de Buxhoeveden, évêque de Livonie. Celui-ci venait de fonder sur les rives de la Baltique la ville de Riga, et il institua, sur le modèle des ordres croisés, un ordre religieux et militaire destiné à évangéliser la Livonie, alors païenne. Mais les nouveaux chevaliers durent vite faire appel aux chevaliers teutoniques, qui poursuivaient l'occupation de la Prusse, et les tractations aboutirent dès 1237 à la fusion des deux ordres. Les Porte-Glaive abandonnèrent leur signe distinctif : deux épées croisées sur leur manteau blanc, pour la croix pattée noire. Cette union prit fin trois siècles plus tard, lorsque le grand maître de l'ordre, optant pour la Réforme, obtint de la Pologne la suzeraineté héréditaire de la Prusse (1525). Les Porte-Glaive reprirent alors leur indépendance en Livonie. Mais en 1561, la sécularisation de leur grand maître, reconnu à son tour duc héréditaire de Courlande et de Sémigalle, marqua la fin de l'ordre.

### Ordre de Livonie
Il est issu de l'ordre des chevaliers Porte-Glaive après sa défaite face aux Samogitiens et aux Lituaniens à la bataille du Soleil en 1236. Les Porte-Glaive sont alors intégrés à l'ordre Teutonique, en tant qu'ordre de Livonie, mais conservent une certaine autonomie, par le contrôle du territoire livonien au sein de la confédération de Livonie.
Après la sécularisation de l'ordre Teutonique en Prusse en 1525, l'ordre de Livonie redevient indépendant ; sa défaite face aux troupes aux troupes moscovites en 1560, pousse l’ordre à la sécularisation et la soumission à la Pologne et à la Lituanie. Le maître de l'ordre, Gotthard Kettler, converti au luthéranisme, devient duc de Courlande et Sémigalle ; apparaissent les duchés de Livonie, donné au grand-duché de Lituanie, et d'Estonie, donné à la Suède.

### Ordre de Dobrzyń (Dobrin)
L’évêque en Prusse, Christian de Oliva, fonde l'Ordre de Dobrzyń pour protéger la Mazovie et la Cujavie contre les attaques des tribus prussiennes païennes qui défiaient continuellement Conrad de Mazovie. Le 28 octobre 1228, le pape Grégoire IX reconnaît les chevaliers de Dobrzyń, mais, peu nombreux, ils ne laisseront leur trace que dans la ville éponyme de Dobrzyń sur la Vistule.

## Évolution des ordres militaires
Dans l'histoire des ordres militaires, on distingue une cassure très nette : le moment où ils ne sont plus en mesure d'accomplir leur rôle principal dans la région qui les a vus naître. En 1291 avec la chute de Saint-Jean d'Acre, les ordres de Terre sainte entament un reflux vers l'Occident. Les Templiers paient le prix de ce repli sur leurs possessions en 1312 où ils sont supprimés par le pape, à la suite d'un procès en hérésie. L'Hôpital s'enrichit alors des dépouilles du Temple et continue sa mission guerrière à Chypre puis Rhodes. Pour les ordres prussiens et ibériques, c'est le XIVe siècle qui voit la fin de la particularité des ordres militaires et leur stabilisation en puissances foncières. Les ordres ibériques seront progressivement soumis au contrôle royal, comme au Portugal dès le XIVe siècle et en Espagne sous les rois catholiques. Les chevaliers teutoniques ont dirigé un État en Prusse-Orientale, à compter de 1231, qualifié de monastique. Puissance foncière, cette théocratie a conféré aux moines-soldats des pouvoirs cumulés sur les terres annexées et a duré jusque 1525, date à laquelle, après conversion à la religion réformée de Luther, elle finit par se séculariser en duché (laïc) de Prusse-Orientale.
Au cours de l'époque moderne, la plupart des ordres disparaissent ou perdent leur caractéristique. Seul survit de nos jours l'ordre souverain de Malte, qui se veut l'héritier de l'ordre de Saint-Jean de Jérusalem en revenant à son premier rôle d'ordre hospitalier au travers du statut d'ONG humanitaires sans toutefois abandonner le titre d'ordre militaire.

## Description et organisation
La caractéristique des ordres militaires est la fusion du mode de vie des communautés d'ecclésiastiques, moines ou chanoines, avec une action guerrière.
Les membres de ces ordres sont donc des combattants, souvent des milites combattant à cheval, des chevaliers au premier sens du terme d'homme à cheval. Tous les combattants ne sont pas obligatoirement issus de la noblesse, mais peuvent être recrutés parmi la paysannerie libre. Dans ce cas, ils ne sont pas chevaliers, mais sergents d'armes. Seuls les chevaliers revêtent le manteau de l'Ordre auquel ils appartiennent (blanc pour les Templiers et les Teutoniques, noir pour les Hospitaliers).
Tous obéissent à des règles de vie en communauté qui sont celles de religieux. Ces règles sont souvent calquées sur celles d'ordres monastiques, comme la règle cistercienne adoptée par les ordres hispaniques, ou canoniaux, comme la règle de saint Augustin.
Toutefois, comme il existe dans les monastères des frères dont le rôle propre n'est pas de prier, mais de subvenir aux besoins de la communauté, il existe dans les ordres militaires des frères servants dont le rôle est de soutenir l'Ordre et son activité de combat par leur travail: ce sont les frères de métier (ou sergents). Les paysans qui exploitent les terres des commanderies ne font pas partie de l'ordre, mais bénéficient de sa protection spirituelle.
À l'exception du Temple, les ordres admettent généralement les femmes pour les fonctions liées à l'activité hospitalière et charitable. Les donatrices de l'Ordre du Temple peuvent uniquement prétendre au statut de sœur du Temple.
Les ordres militaires intègrent des prêtres (souvent appelés frères chapelains) pour célébrer l'office divin et assurer l'accompagnement spirituel. Tous les frères ont prononcé des vœux religieux.
Ce sont néanmoins les combattants qui occupent tous les postes de direction dans une structure strictement hiérarchisés. À la tête s'en trouve souvent un maître ou grand maître, ne répondant qu'au pape, permettant à l'ordre d'échapper à l'autorité des évêques et aux juridictions épiscopales. Le maître est généralement entouré de dignitaires tels le grand commandeur, le maréchal, le turcopolier commandant les turcopoles...
Pour soutenir leur action guerrière dans ces contrées souvent inhospitalières, les ordres bénéficient de l'apport financier d'un réseau de possessions en Occident, appelées commanderies. Possessions grâce auxquelles ils ont souvent été vecteur d'innovations techniques, notamment pour le système de gestion financière des Templiers. À la base de l'organisation, on trouve la commanderie, circonscription regroupant des terres et maisons appartenant à l'ordre et dirigée par un commandeur. Entre ces commanderies et l'état-major de l'ordre, on trouve généralement des structures intermédiaires telles les baillies et les provinces pour le Temple, les prieurés et les langues à l'Hôpital... Les ordres implantés dans les pays ibériques ont créé une structure nationale chapeautant les commanderies locales : l'encomienda mayor (en espagnol, la commanderie majeure ou principale).

## Sources
- Alain Demurger, Chevaliers du Christ, les ordres religieux-militaires au Moyen Âge, Paris, Seuil, 2002, 407 p. (ISBN 2-02-049888-X)
- Alain Demurger, Moines et Guerriers, les ordres religieux-militaires au Moyen Âge, Paris, Seuil, 2010, 414 p. (ISBN 978-2-02-102720-4)
- Alain Demurger, Les Templiers, une chevalerie chrétienne au Moyen Âge, Paris, Seuil, coll. « Points Histoire », 2008 (1re éd. 2005), 664 p., poche (ISBN 978-2-7578-1122-1)
- Bertrand Galimard Flavigny, Histoire de l'ordre de Malte, Librairie Académique Perrin, 2006, 1re éd., 334 p. (ISBN 978-2-262-02115-3).
- Enric Guinot Rodriguez dans Nicole Bériou (dir. et rédacteur), Philippe Josserand (dir.) et al. (préf. Anthony Luttrel & Alain Demurger), Prier et combattre : Dictionnaire européen des ordres militaires au Moyen Âge, Fayard, 2009, 1029 p. (ISBN 978-2-2136-2720-5, présentation en ligne)
- René Grousset, Histoire des croisades et du royaume franc de Jérusalem, Paris, Perrin, 1936 (réimpr. 1999)
- Rafael Hyacinthe, L'Ordre de St-Lazare de Jérusalem au Moyen Âge, Millau/Bez-et-Esparon, Études et Communications Éditions, 2003, 253 p. (ISBN 2-911722-20-5).
- Isabel Morgado Silva dans Nicole Bériou (dir. et rédacteur), Philippe Josserand (dir.) et al. (préf. Anthony Luttrel & Alain Demurger), Prier et combattre : Dictionnaire européen des ordres militaires au Moyen Âge, Fayard, 2009, 1029 p. (ISBN 978-2-2136-2720-5, présentation en ligne)
- Christophe Picard dans Nicole Bériou (dir. et rédacteur), Philippe Josserand (dir.) et al. (préf. Anthony Luttrel & Alain Demurger), Prier et combattre : Dictionnaire européen des ordres militaires au Moyen Âge, Fayard, 2009, 1029 p. (ISBN 978-2-2136-2720-5, présentation en ligne)
- Desmond Seward (trad. de l'anglais), Les Chevaliers de Dieu : Les ordres religieux militaires du Moyen Âge à nos jours, Paris, Librairie Académique Perrin, 2008, 384 p. (ISBN 978-2-262-02725-4).